# Les mots
Les Mots (Polydor) är ett samlingsalbum av Mylène Farmer, släppt 26 november 2001.
Albumet innehåller alla hitlåtar av Mylene Farmer från åren 1986-2001. Tre nya låtar, C'est une belle journée, Pardonne-moi och Les mots (duett med Seal) finns med på albumet. Albumet finns i två versioner, en dubbelskiva och en enkelskiva.

## Låtlista

### CD 1
1. Maman à tort
2. Plus grandir
3. Libertine
4. Tristana
5. Sans contrefaçon
6. Ainsi soit je...
7. Pourvu qu'elles soient douces
8. Sans logique
9. A quoi je sers
10. La veuve noire
11. Désenchantée
12. Regrets
13. Je t'aime mélancolie
14. Beyond my control
15. Que mon cœur lâche

### CD 2
1. Les mots
2. California
3. XXL
4. L'instant X
5. Comme j'ai mal
6. Rêver
7. C'est une belle journée
8. L'Âme-Stram-Gram
9. Je te rends ton amour
10. Effets secondaires
11. Souviens-toi du jour...
12. Optimistique-moi
13. Innamoramento
14. L'histoire d'une fée, c'est...
15. Pardonne-moi